# Engie
Engie (до 2015 г. GDF Suez), е френска енергийна промишлена група. Това е третата по големина глобална група в енергийния сектор, с изключение на петрола, през 2015 г..

## История
Компанията GDF Suez е създадена на 22 юли 2008 г. чрез сливането на компаниите Gaz de France и Suez. На 24 април 2015 г. компанията прави ребрандинг, като променя името си на Engie S.A. На 29 юли 2015 г. общото събрание на акционерите на компанията одобрява промяната на названието на компанията от GDF Suez SA на Engie SA. От 31 юли 2015 г. съответно се изменя и тикерът на ценните книжа на компанията на фондовите борси в Париж и Брюксел.
През 2016 г. групата предприема дълбока трансформация, фокусирана върху енергетиката и цифровия преход. Нейната индустриална стратегия се развива, разклатена от промени в управлението.
Engie има 158 505 служители през 2018 г., а оборотът ѝ е 60,6 милиарда евро.
Групата, регистрирана в Брюксел, Люксембург и Париж, присъства в борсовите индекси CAC 40, BEL20 и Euronext 100.